# المدرسة الفرنسية للكتاب المقدس والآثار
المدرسة الفرنسية للكتاب المقدس والآثار هي مؤسسة أكاديمية فرنسية متخصصة في علم الآثار والتفسير التوراتي ويقع مقرها في مدينة القدس في فلسطين.

## التاريخ
تأسست المدرسة الفرنسية للكتاب المقدس والآثار في القدس في عام 1890 على يد كاهن دومينيكي يُدعى ماري جوزيف لاغرانج، وكانت تُسمّى آنذاك باسم "المدرسة العملية للدراسات الكتابية". قام البابا لاون الثالث عشر بعد ذلك بالمُصادقة على الدراسة في المدرسة في رسالته البابوية في عام 1893.
شهدت الكنيسة الرومانية في أعقاب انتخاب البابا بيوس العاشر بابا في عام 1903 بداية توجّه محافظ حيال الحداثيين المتصورين داخل الكنيسة الكاثوليكية. وكان بير لاغرانج يميل إلى أن يكون حداثياً مثله في ذلك مثل غيره من الباحثين المشاركين في نهضة دراسات الكتاب المقدس في القرن التاسع عشر، وقد قوبل كتابه "الطريقة التاريخية" الذي نُشر في عام 1904 بموجة عارمة من الانتقادات حيث اعتبر رجال الدين في الفاتيكان مبادئ طريقته التاريخية موضع شك وفي عام 1905 أصدرت اللجنة البابوية الكتابية تحذيرًا له بشأن اثنين من مبادئه المنهجية. ازداد الوضع سوءًا مع صدور المرسوم البابوي والرسالة البابوية الخاصة بالبابا بيوس العاشر في عام 1907، حيث أدان كلاهما الاتجاه الحداثي داخل الكنيسة واعتبره بمثابة هرطقة. أدى الصراع الذي كان مُحتدما في ذلك الوقت بين الدومينيكان واليسوعيين إلى إنشاء البابا لمعهد الكتاب المقدس البابوي في عام 1909 كمنافس يسوعي للمدرسة الفرنسية للكتاب المقدس والآثار. وفي عام 1912 صدرت الأوامر للاغرانج أمرًا بأن يلتزم الصمت ويوقف نشر كتاباته ويعود إلى فرنسا، ونتيجة لذلك أغلقت المدرسة الفرنسية للكتاب المقدس والآثار لمدة عام كامل، قبل أن يُعاد افتتاحها مرة أخرى بعد ذلك مع مجيئ البابا الجديد بندكتوس الخامس عشر الذي سمح للاغرانج بالعودة إلى القدس لمواصلة عمله.
تغيّر اسم المدرسة ليتحول إلى اسمها الحالي في عام 1920 بعد أن اعترفت كاديمية الآثار بها كمدرسة أثرية وطنية في فرنسا. وأصدر البابا بيوس الثاني عشر في عام 1943 مرسومًا بابويًا سمح رسميا باستخدام النقد التاريخي في دراسة الكتاب المقدس فأنهى بذلك التوترات السابقة بين المدرسة الفرنسية للكتاب المقدس والآثار والفاتيكان.
بعد اكتشاف مخطوطات البحر الميت، شارك العلماء في المدرسة الفرنسية للكتاب المقدس والآثار بشكل كبير في ترجمة نصوص المخطوطات وتفسيرها. وفي عام 1956، نشرت المدرسة الكتاب المقدس القدسي، وهو عمل سعت المدرسة جاهدة من أجل تحري دقة الترجمة النقدية فيه وجودته كعمل أدبي، ثُمّ نُشرت نسخة ثانية منقحة من الكتاب في عام 1998.

## الأنشطة
كانت المدرسة الفرنسية للكتاب المقدس والآثار جزءًا من دير القديس إسطفانوس، وهو دير دومينيكاني، وكان جميع أعضاء الدير يُشاركون في أعمال المدرسة، فكان معظم معلمي المدرسة رهبان دومينيكان. كان الدير قائمًا حول كنيسة القديس إسطفانوس الحديثة التي بنيت على أنقاض كنيسة قديمة، والتي نُقلت إليها رفات القديس إصطفانوس المفترضة في عام 439، مما جعل الكنيسة البيزنطية تُصبح مركزًا لتمجيد هذا القديس بالذات.
شاركت المدرسة الفرنسية للكتاب المقدس والآثار منذ إنشائها في تفسير نصوص الكتاب المقدس، وأجرت أبحاثًا أثرية بطريقة تكميلية ودون سرية في فلسطين والأراضي المجاورة. كانت التخصصات الرئيسية التي تحويها المدرسة هي النقوش واللغات السامية وعلم الآشوريات وعلم المصريات وجوانب أخرى من التاريخ القديم والجغرافيا والإثنوغرافيا.
تمنح المدرسة درجة الدكتوراه الرسمية في الكتاب المقدس. وتوفّر مجموعة متنوعة من المنح الدراسية في مجالات تخصصاتها، وتنشر أيضًا مواد موجهة إلى جماهير أكبر مثل الترجمة الفرنسية للكتاب المُقدس والتي عُرفت باسم الكتاب المقدس القدسي المقدس، والذي سعت المدرسة لتحري دقة الترجمة النقدية والجودة الأدبية فيه باعتباره عمل أدبي في المقام الأول.

## الأعضاء البارزون
كان من بين أعضاء عدد من الشخصيات اللامعة والأسماء التي حظيت بمكانة مرموقة وشهرة في ذلك الوقت مثل ماري جوزيف لاغرانج، وماري إميل بوسمارد، ورولان دي فو، وريموند جاك تورناي، وجيروم ميرفي أوكونور، وبيير بينوا، وفيليكس ماري أبيل، وجان بابتيست هامبرت، ولويس هيوج فينسينت، وعالم الحفريات تشارلز كوزمون.